# Closteromerus manicatus
Closteromerus manicatus är en skalbaggsart som först beskrevs av Bates 1879.  Closteromerus manicatus ingår i släktet Closteromerus och familjen långhorningar. Inga underarter finns listade i Catalogue of Life.